# Die elf Schill'schen Offiziere (film, 1932)
Pour les articles homonymes, voir Die elf Schill'schen Offiziere.
Pour plus de détails, voir Fiche technique et Distribution.
Die elf Schill'schen Offiziere  est un film allemand réalisé par Rudolf Meinert, sorti en 1932. 
Ce film historique est un remake du film de 1926 Die elf Schill'schen Offiziere, également dirigé par Rudolf Meinert. Cette œuvre faisait partie d'un cycle de films historiques allemands réalisés pendant la République de Weimar et le Troisième Reich qui tendaient à glorifier l'histoire de la Prusse et de son armée.

## Synopsis
L'histoire du soulèvement raté de soldats prussiens menés par Ferdinand von Schill contre l'armée d'occupation napoléonienne et se focalise essentiellement sur les officiers de Ferdinand von Schill qui furent exécutés à Wesel.

## Fiche technique
- Titre original : Die elf Schill'schen Offiziere
- Titre autrichien : Ich hatt' einen Kameraden
- Réalisation : Rudolf Meinert
- Assistant-réalisateur : Conrad Flockner (de)
- Scénario : Rudolf Meinert
- Photographie : Eduard Hoesch (de), Hugo von Kaweczynski (de)
- Montage : Hanne Kuyt
- Musique : Karl M. May (de)
- Décors : Heinrich Richter-Berlin (de)
- Costumes : Willi Schlick
- Son : Emil Specht (de)
- Photographe : Karl Lindner
- Pays de production :  République de Weimar
- Producteur : Jules Stern
- Société de production : Märkische Film GmbH
- Métrage : 2 769 mètres
- Format : Noir et blanc — 35 mm — 1,37:1 — Son : Mono
- Genre : Film dramatique, Film historique
- Durée : 101 minutes
- Date de sortie : 
  - République de Weimar : 20 août 1932

## Distribution
- Friedrich Kayßler : Freiherr von Trachtenberg
- Hertha Thiele : Maria von Trachtenberg
- Heinz Klingenberg (de) : Fritz von Trachtenberg
- Hans Brausewetter : Karl Keffenbrink
- Veit Harlan : Klaus Gabain
- Camilla Spira
- Eugen Rex (de)
- Carl de Vogt
- Ferdinand Hart
- Theodor Loos : Hans Küffer
- Wera Liessem
- Paul Günther
- Erna Morena
- Ernst Stahl-Nachbaur
- F. W. Schröder-Schrom
- Elsa Wagner
- Bernhard Goetzke
- Hugo Flink (de)
- Ernst Rückert
- Ludwig Trautmann
- Clemens Hasse (de)
- Hans Halden (de)
- Magnus Stifter
- Fred Immler (de)
- Franz Stein (de)
- Carl Geppert
- Paul Rehkopf
- Ernst Behmer
- Bruno Ziener
- Viggo Larsen
- Fred Goebel (de)
- Hannelore Benzinger
- Paul Wrede
- Kurt Thormann
- Kurt Asche
- Kurt Milan
- Ernst Wurmser (de)
- Heinrich Lisson (de)
- Aruth Wartan
- S. O. Schoening (de)
- Alfred Gördel
- Gustav Püttjer
- Georg Schmieter (de)
- Walter Eckard
- Emmerich Hanus
- Max Mothes
- Eugen Neufeld (de)
- Jack Mylong-Münz